# 인도 표준시
인도 표준시(영어: Indian Standard Time, IST)는 인도 전역에서 사용되는 표준시이다. 1년 내내 UTC+5:30이다.
인도 표준시는 동경 82.5도의 자오선에 있는 알라하바드를 기준으로 하고 있으며, 그리니치 표준시와 알라하바드의 시간 차이는 단지 5시간 30분이다.
과거 인도 봄베이 시간과 캘커타 시간 2개의 표준시가 있었지만, 인도 지방 표준시 대역은 1884년에 설립된 인도 표준시 (IST)은 1905년부터 시작되었다. 그러나 봄베이에서 1955년까지 IST보다 39분 늦은 시간대를 사용하고 있었다. (UTC+4:51)
일광 절약 시간제에 관해서는 1962년 인도-중국 전쟁, 1965년 인도-파키스탄 전쟁, 1971년 인도-파키스탄 전쟁 사이에 사용되었지만 현재는 사용되고 있지 않다.

## 협정 세계시와의 환산
| 협정 세계시(UTC) | 인도 표준시(IST) |
| ---------------- | ---------------- |
| 00:00            | 05:30            |
| 01:00            | 06:30            |
| 02:00            | 07:30            |
| 03:00            | 08:30            |
| 04:00            | 09:30            |
| 05:00            | 10:30            |
| 06:00            | 11:30            |
| 07:00            | 12:30            |
| 08:00            | 13:30            |
| 09:00            | 14:30            |
| 10:00            | 15:30            |
| 11:00            | 16:30            |
| 12:00            | 17:30            |
| 13:00            | 18:30            |
| 14:00            | 19:30            |
| 15:00            | 20:30            |
| 16:00            | 21:30            |
| 17:00            | 22:30            |
| 18:00            | 23:30            |
| 19:00            | (다음 날) 00:30  |
| 20:00            | (다음 날) 01:30  |
| 21:00            | (다음 날) 02:30  |
| 22:00            | (다음 날) 03:30  |
| 23:00            | (다음 날) 04:30  |

## 같이 보기
- 균시차
- 국제원자시
- 지구시
- 시간대
- UTC+05:30